# Guaranà (singolo)
Guaranà è un singolo della cantante italiana Elodie, pubblicato il 13 maggio 2020 come unico estratto dalla riedizione del terzo album in studio This Is Elodie.

## Descrizione
Il singolo è stato scritto da Tropico e Dardust, che ne ha curato anche la produzione.

## Pubblicazione
Guaranà è stato annunciato il 12 maggio 2020, accompagnato da foto promozionali che ritraggono la cantante con lunghe trecce afro di colore nero.

## Video musicale
Un lyric video è stato pubblicato in concomitanza con l'uscita del singolo.
Il video ufficiale, diretto da Attilio Cusani e ambientato al Parco nazionale del Circeo e nella spiaggia di Sabaudia, è stato poi reso disponibile il 16 maggio 2020.

## Tracce
Testi e musiche di Dardust e Davide Petrella.
1. Guaranà – 3:14

## Successo commerciale
Guaranà ha raggiunto la top 20 della Top Singoli italiana, risultando il ventesimo brano più trasmesso dalle radio al termine dell'anno.

## Classifiche

### Classifiche settimanali
| Classifica (2020) | Posizione massima |
| ----------------- | ----------------- |
| Italia            | 13                |

### Classifiche di fine anno
| Classifica (2020) | Posizione |
| ----------------- | --------- |
| Italia            | 30        |